# Land Air Water Party
Land Air Water Party (prescurtat The LAW Party) a fost un partid politic minor din Columbia Britanică, Canada. Acesta a fost înregistrat la biroul electoral al regiunii pentru alegerile generale din 2017, dar i-a fost anulată înregistrarea în februarie 2018. Fondatorul partidului a fost Mervyn Ritchie.
Partidul LAW Party a fost fondat pe 13 iulie 2015, cu scopul de a aduce mai multe femei și aborigeni în guvernul Columbiei Britanice și de a pune capăt investițiilor guvernului în industria combustibililor fosili.
Acesta a nominalizat un candidat la alegerile provinciale din 2017, care nu a fost ales.